# Table de dissection

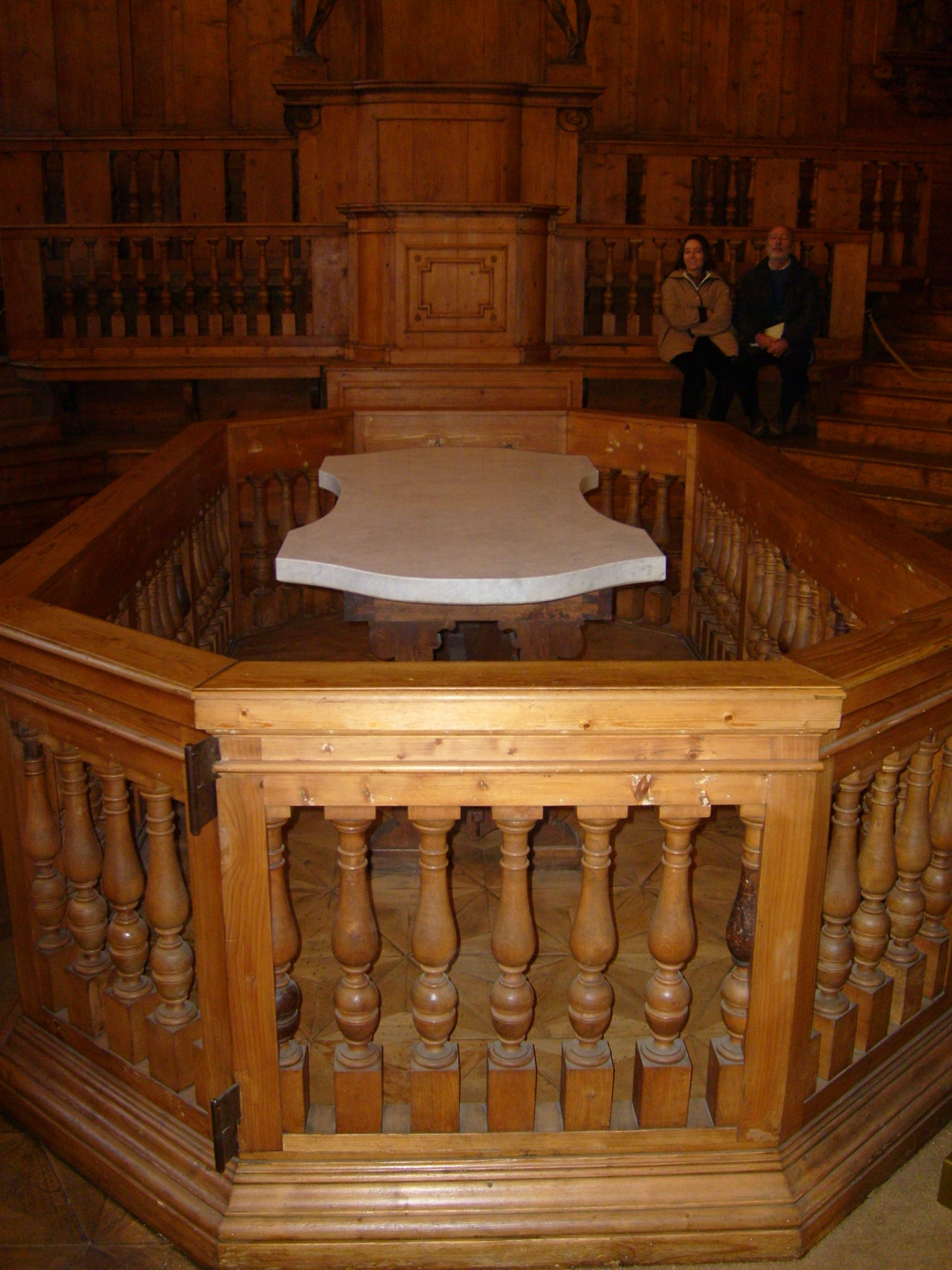
Table de dissection du théâtre anatomique de Bologne, dans le palais de l'Archiginnasio, de nos jours.

Une table de dissection est une table sur laquelle on pratique des dissections, et notamment des anthropotomies. Lorsque ces opérations sont faites devant un public, on la place généralement au milieu de la pièce, comme c'était le cas autrefois dans les théâtres anatomiques des Temps modernes, où elle constituait le centre de l'ensemble de gradins concentriques formant généralement l'amphithéâtre (éducation).